# Endodòncia

Procediment d'endodòncia

L'endodòncia és un tipus de tractament realitzat en odontologia que consisteix en l'extirpació de la polpa dental i el posterior emplenat i segellat de la cavitat de la polpa amb un material inert. Els odontòlegs especialitzats en aquesta tècnica s'anomenen endodoncistes.